# Stenothemus taiwanus
Stenothemus taiwanus es una especie de coleóptero de la familia Cantharidae.

## Distribución geográfica
Habita en Taiwán.